# Juan Carlos Abellá
Juan Carlos Abellá (18 de mayo de 1893, Rivera - 18 de octubre de 1962, Montevideo) poeta y ensayista uruguayo.

## Biografía
Escritor que prefirió mantenerse en el anonimato, alejado a la promoción de su persona y su obra. Además de sus libros de poesía, escribió un ensayo filosófico llamado "Preludios", publicado en Montevideo por la imprenta El Siglo Ilustrado en 1933.
Según Alberto Zum Felde:

Las mejores composiciones de Abellá se encuentran en "Andén", sin que por ello dejen de contener las páginas de "Vanidad" y aún mas las de "Tiempo", rasgos de valor poético seguro.
Alberto Zum Felde. Proceso Intelectual del Uruguay.

## Obra
- Vanidad (1923)
- Tiempo (1925)
- Andén (1929)
- Preludios (1933)